# Cham Karīm
Cham Karīm (persiska: چَم كَريم, چَمِ كَريم, چَمكاری, چم کریم) är en ort i Iran.   Den ligger i provinsen Lorestan, i den västra delen av landet, 400 km sydväst om huvudstaden Teheran. Cham Karīm ligger 1 518 meter över havet och antalet invånare är 139.
Terrängen runt Cham Karīm är huvudsakligen kuperad. Cham Karīm ligger nere i en dal.Runt Cham Karīm är det ganska tätbefolkat, med 56 invånare per kvadratkilometer. Närmaste större samhälle är Kahrīz, 3,0 km öster om Cham Karīm. Omgivningarna runt Cham Karīm är i huvudsak ett öppet busklandskap.